# Swammerdamella bispinosa
Swammerdamella bispinosa är en tvåvingeart som beskrevs av Cook 1956. Swammerdamella bispinosa ingår i släktet Swammerdamella och familjen dyngmyggor. Inga underarter finns listade i Catalogue of Life.